# Lövberget, Luleå kommun
Lövberget är ett naturreservat i Luleå kommun i Norrbottens län.
Området är naturskyddat sedan 2007 och är 0,5 kvadratkilometer stort. Reservatet omfattar berget med detta namn och en tjärn i norr. Reservatet består av grandominerad blandskog med stort inslag av lövträd.